# Huracán Adrián (2005)
El huracán Adrián fue el primer ciclón tropical de la temporada de huracanes del Pacífico de 2005 que tomó una trayectoria inusual del suroeste al noreste, siendo el más cercano a El Salvador más que  ningún otro huracán desde que los récords iniciaron a registrarse en 1949. El Adrián se formó el 17 de mayo, solo dos días después de iniciar oficialmente la temporada a varios cientos de kilómetros al sureste de México. Desplazándose atípicamente en dirección noreste, la tormenta gradualmente se intensificó. El 19 de mayo, la tormenta alcanzó su máximo pico de intensidad como huracán mínimo con vientos de 70 nudos (130 km/h). Poco tiempo después de alcanzar su pico de intensidad, la tormenta se debilitó abruptamente. Para la mañana del 20 de mayo, el ciclón se había debilitado a una mínima tormenta tropical y volvió al oeste. A finales de aquel día, la tormenta tocó tierra a lo largo del golfo de Fonseca en Honduras, antes de disiparse horas después 

## Historia meteorológica
El huracán Adrián se originó de una onda tropical que surgió en la costa oeste de África, cerca del archipiélago de Cabo Verde a inicios de mayo de 2005. Entre el 10 y 14 de mayo, varias áreas de perturbación climática se desplazaron a través de Centroamérica, contribuyendo a la formación de un área extensa de baja presión a 835 kilómetros al sursureste de Acapulco, México. El 15 de mayo, otra onda tropical interactuó con el sistema resultando en su consolidación. Al día siguiente, la baja presión se estacionó mientras su actividad convectiva incrementó. Aproximadamente a las 18:00 UTC del 17 de mayo, el Centro Nacional de Huracanes (NHC por sus siglas en inglés) estimó que el sistema se había convertido en una depresión tropical, la primera de la temporada de huracanes en el Pacífico de 2005. En el momento de su formación la depresión estaba situada justo al sur del paralelo 10 norte, convirtiéndolo en el cuadragésimo ciclón tropical en hacerlo desde 1949. A diferencia de la mayoría de las tormentas en esta cuenca, la depresión tropical Uno-E se desplazó hacia el noroeste en respuesta a una vaguada sobre México. Los modelos de pronósticos de ciclones tropicales en ese momento anticiparon una intensificación a medida que el entorno en el que se encontraba el sistema le favorecía. Inicialmente, el sistema se desplazó a ritmo lento, con una velocidad de 8 kilómetros por hora; sin embargo, ésta se incrementó a 15 kilómetros por hora. Después de seis horas de haber sido declarada como una depresión, el ciclón fue clasificado como tormenta tropical Adrián.
En los siguientes días, un fortalecimiento gradual tomó lugar mientras el Adrián se desplazaba a través de una región de cizalladura de viento moderada. Para el 18 de mayo, la convección profunda se consolidó alrededor de su centro de circulación de magnitud baja y bandas nubosas alimentadoras formadas a lo largo de la periferia de la tormenta. Ubicado sobre aguas cálidas, con temperaturas de alrededor de 30 grados Celsius, le permitirían una intensificación adicional a pesar de la cizalladura y la interacción con la cordillera montañosa centroamericana. Además, varios pronósticos señalaron que el Adrián podría sobrevivir su desplazamiento sobre Centroamérica y entrar al mar Caribe, convirtiéndose posiblemente en el tercer ciclón registrado en cruzar del Pacífico oriental al Atlántico.
 Para el 19 de mayo, la estructura de la tormenta se desorganizó y el Adrián solamente mantuvo un área diminuta de convección alrededor de su centro. Sin embargo, después de varias horas de desorganización el sistema rápidamente se consolidó y las imágenes de satélite mostraron un ojo formándose. Después de esto, el Adrián se intensificó a huracán mínimo antes de alcanzar su máximo pico de intensidad a las 17:00 UTC del 19 de mayo. A ese tiempo la tormenta se situó a 140 kilómetros de la costa salvadoreña y tenía vientos sostenidos de 70 nudos (130 km/h) y una presión barométrica de 982 hPa (mbar).

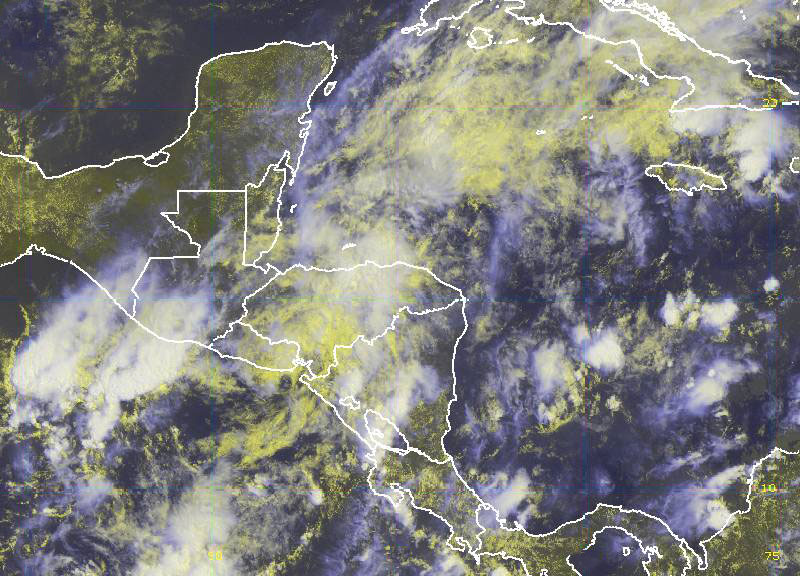
La depresión tropical Adrián horas antes de tocar tierra en Honduras.

No mucho tiempo después de convertirse en huracán, el Adrián súbitamente sucumbió a la cizalladura de viento persistente en la costa de El Salvador. Operacionalmente, este debilitamiento no fue previsto por la NHC, llevó a la conclusión que la tormenta había tocado tierra en El Salvador aproximadamente a las 06:00 UTC del 20 de mayo como huracán de categoría 1 en la escala de huracanes de Saffir-Simpson. En análisis postormenta, se determinó que el centro del Adrían nunca cruzó la costa de El Salvador. Más bien, la convección asociada con el sistema se había cizallado al norte del centro de circulación. Los meteorólogos de la NHC afirmaron que el Adrián se desplazó paralelamente a la costa salvadoreña, lo que contribuyó a su rápido debilitamiento mientras permanecía su centro en alta mar. Más tarade, el 20 de mayo, el sistema se debilitó a depresión tropical y tocó tierra en Honduras, a través del golfo de Fonseca, aproximadamente a las 21:00 UTC con vientos máximos sostenidos en un minuto de 17 nudos (35 km/h). Horas más tarde, el Adrián se disipó sobre las montañas de la cordillera hondureña.

## Preparativos
En respuesta al huracán, las autoridades en El Salvador iniciaron las evacuaciones de 3.500 familias en 13 municipios. Los servicios públicos, como medida de precaución, fueron cerrados. Los gobiernos locales y los ciudadanos eran conscientes de los daños causados por anteriores huracanes, entre ellos el huracán Mitch que causó 9.000 muertes en 1998. Según el entonces presidente salvadoreño Elías Antonio Saca, aproximadamente 23.000 personas fueron evacuadas por la llegada del ciclón. En previsión de daños significativos, se declaró el estado de emergencia en todo el país, hogar de aproximadamente 6,5 millones de habitantes.
En Honduras, las autoridades clausuraron las escuelas y a los empleados públicos se les dio medio día libre como medida de precaución. También hubo evacuaciones a mediana escala en partes de Guatemala y Nicaragua. En Guatemala también se declaró un estado de máxima alerta mientras se esperaba que las precipitaciones torrenciales del Adrián provocaran inundaciones. Se abrieron refugios por todo el país para albergar aproximadamente 400.000 personas en riesgo por la tormenta.

## Impacto
El Adrián afectó menormente a Honduras, solo unos pocos edificios pobremente construidos fueron destruidos y se informó de inundaciones menores sin víctimas.
En El Salvador, las lluvias torrenciales provocadas por el Adrián, con acumulaciones superiores a los 418,6 milímetros, provocaron deslizamientos de tierra e inundaciones repentinas, principalmente en áreas costeras. Se notificó de la caída de muchos árboles por todo el país. Las inundaciones y los consecuentes deslizamientos de tierras obligaron a las autoridades a cerrar carreteras para sacar a la gente de peligro. Además, los deslaves provocaron 2 víctimas. Dos personas más murieron en distintos sucesos, uno al estrellar su avión debido a los fuertes vientos y el otro a causa de la inundación. En conclusión, los daños en El Salvador se estimaron en 12 millones $USD(2005).
En Guatemala, dos personas murieron después de que las lluvias del Adrián causaron un socavamiento de una zanja. En Nicaragua una persona murió por la inundación provocada por el sistema.